# Nagore Aranburu
Nagore Aranburu (Azpeitia, Guipúscoa, 1976) és una actriu i guionista guipuscoana.

## Biografia
Va començar a treballar al teatre de ben jove i des de llavors ha treballat en el món de l'actuació en tots els àmbits: televisió, cinema i sobretot teatre. Ha escrit guions per a diversos programes de televisió, inclosos: Wazemank, Sorginen laratza i Brinkola.
Fora del País Basc, la seva obra més coneguda és Loreak, nominada a l'Oscar a la millor pel·lícula de parla no anglesa per l'Acadèmia de Cinema espanyol.

## Filmografia
Llargmetratges
- Ione, igo zerura (1999)
- La noche del escorpión (2002)
- Aupa Etxebeste! (2005)
- Eutsi! (2007)
- Urteberri on, amona! (2011)
- La herida (2013)
- Loreak (2014)
- Amama (2015)
- Agur Etxebesteǃ (2019)

Curtmetratges
- Algo para descongelar (2005)
- Él nunca lo haría (2009)

Telefilms
- Zeru horiek (2006)

Programes de televisió
- Jaun ta Jabe (ETB 1)
- Brinkola (ETB 1) guionista
- Sorginen laratza (ETB 1) guionista
- Wazemank (ETB 1) guionista i actriu
- Noaoa! (ETB 1)
- DBH (ETB 1) cirectora

## Teatre
- Kutsidazu bidea, Ixabel Gorringo Konpainia (2003),[4]
- Xabinaitor, basat en la trilogia còmica Pololoak, Gorringo Konpainia (2010).[5]